# Liga das Nações de Voleibol Feminino de 2019
A Liga das Nações de Voleibol Feminino de 2019 foi a segunda edição do torneio, sendo promovido pela Federação Internacional de Voleibol (FIVB). As finais foram disputadas na cidade chinesa de Nanquim.
A seleção dos Estados Unidos era a atual campeã deste evento, e chegou a uma nova final, dessa vez contra o Brasil, e conquistou o título pelo segundo ano seguido com a vitória de virada por 3 sets a 2. A oposto norte-americana Andrea Drews foi eleita a melhor jogadora da competição.

## Participantes
Segue-se o quadro com as dezesseis seleções qualificadas para a Liga das Nações, em sua segunda edição.
| Qualificação         | Qualificadas         |
| -------------------- | -------------------- |
| Equipes obrigatórias | Alemanha             |
| Equipes obrigatórias | Brasil               |
| Equipes obrigatórias | China                |
| Equipes obrigatórias | Coreia do Sul        |
| Equipes obrigatórias | Estados Unidos       |
| Equipes obrigatórias | Itália               |
| Equipes obrigatórias | Japão                |
| Equipes obrigatórias | Países Baixos        |
| Equipes obrigatórias | Rússia               |
| Equipes obrigatórias | Sérvia               |
| Equipes obrigatórias | Tailândia            |
| Equipes obrigatórias | Turquia              |
| Equipes desafiantes  | Bélgica              |
| Equipes desafiantes  | Bulgária             |
| Equipes desafiantes  | Polônia              |
| Equipes desafiantes  | República Dominicana |

## Fórmula de disputa
Fase preliminar
As dezesseis seleções participantes foram divididas em dois pontos de qualificação, sendo estes o das equipes consideradas "principais" (doze) e as "desafiantes" (quatro). Durante cinco semanas, as seleções foram divididas em quatro grupos com igual número de participantes, cujas partidas ocorreram dentro de cada chave. As cinco primeiras colocadas, no geral, classificaram-se para a fase final. A pior equipe dentre as quatro "desafiantes" será substituída pela seleção vencedora da Challenger Cup de 2019, estando qualificada para a Liga das Nações Feminina de 2020 como uma equipe "desafiante" (posteriormente para 2021 com o cancelamento da edição de 2020).
Fase final
O país que recebeu esta fase (China) a disputou ao lado das cinco primeiras colocadas da etapa preliminar. As seis equipes foram divididas em dois grupos, com partidas dentro dos mesmos. As duas primeiras seleções de cada grupo se qualificaram às semifinais (o final four), no qual as perdedoras disputaram o terceiro lugar e as vencedoras jogaram o título deste campeonato.

## Calendário
A composição dos grupos foi anunciada no dia 23 de outubro de 2018.
| Data                             | Local/Equipes                                                                | Local/Equipes                                                                  | Local/Equipes                                                                | Local/Equipes                                                              |
| -------------------------------- | ---------------------------------------------------------------------------- | ------------------------------------------------------------------------------ | ---------------------------------------------------------------------------- | -------------------------------------------------------------------------- |
| Primeira semana: 21–23 de maio   | Grupo 1 · Opole Polônia · Itália · Tailândia · Alemanha                      | Grupo 2 · Ruse Bulgária · Japão · Bélgica · Estados Unidos                     | Grupo 3 · Brasília Brasil · República Dominicana · Rússia · China            | Grupo 4 · Belgrado Sérvia · Países Baixos · Turquia · Coreia do Sul        |
| Segunda semana: 28–30 de maio    | Grupo 5 · Conegliano Itália · Estados Unidos · República Dominicana · Sérvia | Grupo 6 · Ancara Turquia · Alemanha · Rússia · Japão                           | Grupo 7 · Macau China · Bélgica · Tailândia · Coreia do Sul                  | Grupo 8 · Apeldoorn Países Baixos · Brasil · Polônia · Bulgária            |
| Terceira semana: 4–6 de junho    | Grupo 9 · Hong Kong China · Itália · Japão · Países Baixos                   | Grupo 10 · Lincoln Estados Unidos · Coreia do Sul · Alemanha · Brasil          | Grupo 11 · Bancoque Tailândia · Bulgária · República Dominicana · Turquia    | Grupo 12 · Kortrijk Bélgica · Sérvia · Rússia · Polônia                    |
| Quarta semana: 11–13 de junho    | Grupo 13 · Perúgia Itália · Coreia do Sul · Bulgária · Rússia                | Grupo 14 · Stuttgart Alemanha · Bélgica · Países Baixos · República Dominicana | Grupo 15 · Tóquio Japão · Sérvia · Tailândia · Brasil                        | Grupo 16 · Jiangmen China · Estados Unidos · Polônia · Turquia             |
| Quinta semana: 18–20 de junho    | Grupo 17 · Ancara Turquia · Bélgica · Itália · Brasil                        | Grupo 18 · Ningbo China · Alemanha · Bulgária · Sérvia                         | Grupo 19 · Ecaterimburgo Rússia · Tailândia · Países Baixos · Estados Unidos | Grupo 20 · Boryeong Coreia do Sul · Japão · Polônia · República Dominicana |
| Fase final: 3–7 de julho Nanquim |                                                                              |                                                                                |                                                                              |                                                                            |

## Critérios de classificação nos grupos
1. Número de vitórias;
2. Pontos;
3. Razão de sets;
4. Razão de pontos;
5. Resultado da última partida entre os times empatados.

- Placar de 3–0 ou 3–1: 3 pontos para o vencedor, nenhum para o perdedor;
- Placar de 3–2: 2 pontos para o vencedor, 1 para o perdedor.[8]

## Fase preliminar
|  | Equipes classificadas para a fase final           |
|  | Equipe classificada para a fase final (país-sede) |
|  | Equipe excluída da Liga das Nações em 2021        |

|     |                      |     | Jogos | Jogos | Jogos | Resultados | Resultados | Resultados | Resultados | Resultados | Resultados | Sets | Sets | Sets  | Pontos | Pontos | Pontos |
| Pos | Equipe               | Pts | T     | V     | D     | 3–0        | 3–1        | 3–2        | 2–3        | 1–3        | 0–3        | V    | P    | R     | V      | P      | R      |
| --- | -------------------- | --- | ----- | ----- | ----- | ---------- | ---------- | ---------- | ---------- | ---------- | ---------- | ---- | ---- | ----- | ------ | ------ | ------ |
| 1   | China                | 35  | 15    | 12    | 3     | 10         | 1          | 1          | 0          | 1          | 2          | 37   | 12   | 3.083 | 1153   | 973    | 1.185  |
| 2   | Estados Unidos       | 35  | 15    | 12    | 3     | 6          | 4          | 2          | 1          | 1          | 1          | 39   | 17   | 2.294 | 1283   | 1137   | 1.128  |
| 3   | Brasil               | 35  | 15    | 11    | 4     | 8          | 2          | 1          | 3          | 1          | 0          | 40   | 16   | 2.500 | 1318   | 1150   | 1.146  |
| 4   | Itália               | 34  | 15    | 11    | 4     | 4          | 5          | 2          | 3          | 0          | 1          | 39   | 21   | 1.857 | 1375   | 1233   | 1.115  |
| 5   | Turquia              | 32  | 15    | 11    | 4     | 7          | 2          | 2          | 1          | 1          | 2          | 36   | 18   | 2,000 | 1259   | 1109   | 1.135  |
| 6   | Polônia              | 26  | 15    | 9     | 6     | 1          | 5          | 3          | 2          | 2          | 2          | 33   | 29   | 1.138 | 1360   | 1354   | 1.004  |
| 7   | Bélgica              | 22  | 15    | 8     | 7     | 3          | 2          | 3          | 1          | 2          | 4          | 28   | 29   | 0.966 | 1208   | 1260   | 0.959  |
| 8   | República Dominicana | 21  | 15    | 8     | 7     | 0          | 4          | 4          | 1          | 5          | 1          | 31   | 33   | 0.939 | 1422   | 1437   | 0.990  |
| 9   | Japão                | 22  | 15    | 7     | 8     | 4          | 3          | 0          | 1          | 4          | 3          | 27   | 27   | 1,000 | 1225   | 1213   | 1.010  |
| 10  | Alemanha             | 21  | 15    | 7     | 8     | 3          | 3          | 1          | 1          | 1          | 6          | 24   | 29   | 0.828 | 1169   | 1180   | 0.991  |
| 11  | Países Baixos        | 20  | 15    | 6     | 9     | 4          | 1          | 1          | 3          | 3          | 3          | 27   | 30   | 0.900 | 1206   | 1259   | 0.958  |
| 12  | Tailândia            | 16  | 15    | 5     | 10    | 2          | 3          | 0          | 1          | 0          | 9          | 17   | 33   | 0.515 | 1046   | 1170   | 0.894  |
| 13  | Sérvia               | 15  | 15    | 5     | 10    | 2          | 3          | 0          | 0          | 5          | 5          | 20   | 33   | 0.606 | 1132   | 1210   | 0.936  |
| 14  | Rússia               | 10  | 15    | 3     | 12    | 1          | 2          | 0          | 1          | 5          | 6          | 16   | 38   | 0.421 | 1112   | 1283   | 0.867  |
| 15  | Coreia do Sul        | 9   | 15    | 3     | 12    | 2          | 1          | 0          | 0          | 7          | 5          | 16   | 37   | 0.432 | 1092   | 1222   | 0.894  |
| 16  | Bulgária             | 7   | 15    | 2     | 13    | 0          | 2          | 0          | 1          | 5          | 7          | 13   | 41   | 0.317 | 1126   | 1296   | 0.869  |

Nota: República Dominicana ficou na frente do Japão pelo número de vitórias (8 contra 7).
- As partidas seguem o horário local.

### Semana 1

#### Grupo 1
- Local:  Stegu Arena, Opole, Polônia

| Data   | Hora  |           | Placar |          | Set 1 | Set 2 | Set 3 | Set 4 | Set 5 | Total   | Relatório |
| ------ | ----- | --------- | ------ | -------- | ----- | ----- | ----- | ----- | ----- | ------- | --------- |
| 21 mai | 17:30 | Tailândia | 3–0    | Alemanha | 26–24 | 25–19 | 25–22 |       |       | 76–65   | Relatório |
| 21 mai | 20:30 | Polônia   | 2–3    | Itália   | 15–25 | 22–25 | 25–18 | 25–21 | 15–17 | 102–106 | Relatório |
| 22 mai | 17:30 | Tailândia | 0–3    | Itália   | 13–25 | 17–25 | 24–26 |       |       | 54–76   | Relatório |
| 22 mai | 20:30 | Polônia   | 3–1    | Alemanha | 25–21 | 23–25 | 25–23 | 26–24 |       | 99–93   | Relatório |
| 23 mai | 17:30 | Itália    | 3–0    | Alemanha | 25–19 | 26–24 | 27–25 |       |       | 78–68   | Relatório |
| 23 mai | 20:30 | Tailândia | 0–3    | Polônia  | 20–25 | 20–25 | 13–25 |       |       | 53–75   | Relatório |

#### Grupo 2
- Local:  Monbat Arena, Ruse, Bulgária

| Data   | Hora  |                | Placar |                | Set 1 | Set 2 | Set 3 | Set 4 | Set 5 | Total  | Relatório |
| ------ | ----- | -------------- | ------ | -------------- | ----- | ----- | ----- | ----- | ----- | ------ | --------- |
| 21 mai | 17:00 | Bélgica        | 0–3    | Estados Unidos | 23–25 | 8–25  | 22–25 |       |       | 53–75  | Relatório |
| 21 mai | 20:30 | Bulgária       | 1–3    | Japão          | 23–25 | 25–21 | 19–25 | 23–25 |       | 90–96  | Relatório |
| 22 mai | 17:00 | Japão          | 1–3    | Estados Unidos | 21–25 | 26–24 | 21–25 | 20–25 |       | 88–99  | Relatório |
| 22 mai | 20:30 | Bulgária       | 2–3    | Bélgica        | 25–19 | 25–15 | 22–25 | 16–25 | 13–15 | 101–99 | Relatório |
| 23 mai | 17:00 | Bélgica        | 3–1    | Japão          | 22–25 | 25–20 | 25–23 | 25–18 |       | 97–86  | Relatório |
| 23 mai | 20:30 | Estados Unidos | 3–0    | Bulgária       | 25–20 | 25–16 | 25–21 |       |       | 75–57  | Relatório |

#### Grupo 3
- Local:  Ginásio Nilson Nelson, Brasília, Brasil

| Data   | Hora  |                      | Placar |                      | Set 1 | Set 2 | Set 3 | Set 4 | Set 5 | Total  | Relatório |
| ------ | ----- | -------------------- | ------ | -------------------- | ----- | ----- | ----- | ----- | ----- | ------ | --------- |
| 21 mai | 17:00 | República Dominicana | 3–1    | Rússia               | 25–21 | 22–25 | 25–18 | 28–26 |       | 100–90 | Relatório |
| 21 mai | 20:20 | Brasil               | 3–0    | China                | 25–15 | 25–21 | 25–21 |       |       | 75–57  | Relatório |
| 22 mai | 17:00 | China                | 1–3    | Rússia               | 22–25 | 25–16 | 16–25 | 23–25 |       | 86–91  | Relatório |
| 22 mai | 20:10 | Brasil               | 1–3    | República Dominicana | 22–25 | 20–25 | 25–22 | 26–28 |       | 93–100 | Relatório |
| 23 mai | 17:00 | China                | 3–1    | República Dominicana | 16–25 | 25–23 | 25–23 | 25–23 |       | 91–94  | Relatório |
| 23 mai | 20:10 | Brasil               | 3–0    | Rússia               | 25–15 | 25–17 | 25–14 |       |       | 75–46  | Relatório |

#### Grupo 4
- Local:  Aleksandar Nikolić Hall, Belgrado, Sérvia

| Data   | Hora  |               | Placar |               | Set 1 | Set 2 | Set 3 | Set 4 | Set 5 | Total | Relatório |
| ------ | ----- | ------------- | ------ | ------------- | ----- | ----- | ----- | ----- | ----- | ----- | --------- |
| 21 mai | 17:00 | Coreia do Sul | 0–3    | Turquia       | 15–25 | 26–28 | 19–25 |       |       | 60–78 | Relatório |
| 21 mai | 20:00 | Sérvia        | 3–0    | Países Baixos | 25–15 | 25–22 | 25–19 |       |       | 75–56 | Relatório |
| 22 mai | 17:00 | Sérvia        | 3–1    | Coreia do Sul | 15–25 | 25–18 | 25–17 | 25–14 |       | 90–74 | Relatório |
| 22 mai | 20:00 | Países Baixos | 1–3    | Turquia       | 22–25 | 14–25 | 25–21 | 15–25 |       | 76–96 | Relatório |
| 23 mai | 17:00 | Países Baixos | 3–0    | Coreia do Sul | 25–18 | 25–21 | 25–18 |       |       | 75–57 | Relatório |
| 23 mai | 20:00 | Turquia       | 3–0    | Sérvia        | 25–19 | 25–23 | 25–20 |       |       | 75–62 | Relatório |

### Semana 2

#### Grupo 5
- Local:  Zoppas Arena, Conegliano, Itália

| Data   | Hora  |                      | Placar |                      | Set 1 | Set 2 | Set 3 | Set 4 | Set 5 | Total   | Relatório |
| ------ | ----- | -------------------- | ------ | -------------------- | ----- | ----- | ----- | ----- | ----- | ------- | --------- |
| 28 mai | 17:00 | Estados Unidos       | 3–1    | Sérvia               | 23–25 | 25–16 | 25–15 | 25–21 |       | 98–77   | Relatório |
| 28 mai | 20:00 | Itália               | 3–1    | República Dominicana | 25–18 | 27–25 | 18–25 | 25–20 |       | 95–88   | Relatório |
| 29 mai | 17:00 | Sérvia               | 3–1    | República Dominicana | 25–17 | 18–25 | 25–12 | 25–19 |       | 93–73   | Relatório |
| 29 mai | 20:00 | Estados Unidos       | 3–2    | Itália               | 25–22 | 17–25 | 23–25 | 25–19 | 15–11 | 105–102 | Relatório |
| 30 mai | 17:00 | República Dominicana | 3–2    | Estados Unidos       | 25–10 | 16–25 | 25–19 | 19–25 | 15–11 | 100–90  | Relatório |
| 30 mai | 20:20 | Sérvia               | 1–3    | Itália               | 27–25 | 17–25 | 25–27 | 23–25 |       | 92–102  | Relatório |

#### Grupo 6
- Local:  Başkent Volleyball Hall, Ancara, Turquia

| Data   | Hora  |          | Placar |          | Set 1 | Set 2 | Set 3 | Set 4 | Set 5 | Total | Relatório |
| ------ | ----- | -------- | ------ | -------- | ----- | ----- | ----- | ----- | ----- | ----- | --------- |
| 28 mai | 14:30 | Rússia   | 0–3    | Alemanha | 14–25 | 21–25 | 20–25 |       |       | 55–75 | Relatório |
| 28 mai | 17:30 | Turquia  | 0–3    | Japão    | 23–25 | 22–25 | 14–25 |       |       | 59–75 | Relatório |
| 29 mai | 14:30 | Japão    | 3–1    | Rússia   | 25–22 | 23–25 | 25–18 | 26–24 |       | 99–89 | Relatório |
| 29 mai | 17:30 | Alemanha | 0–3    | Turquia  | 21–25 | 16–25 | 15–25 |       |       | 52–75 | Relatório |
| 30 mai | 14:30 | Japão    | 3–0    | Alemanha | 25–23 | 25–19 | 25–17 |       |       | 75–59 | Relatório |
| 30 mai | 17:30 | Turquia  | 3–0    | Rússia   | 25–19 | 25–21 | 25–20 |       |       | 75–60 | Relatório |

#### Grupo 7
- Local:  Fórum de Macau, Macau, China

| Data   | Hora  |               | Placar |               | Set 1 | Set 2 | Set 3 | Set 4 | Set 5 | Total | Relatório |
| ------ | ----- | ------------- | ------ | ------------- | ----- | ----- | ----- | ----- | ----- | ----- | --------- |
| 28 mai | 15:30 | Bélgica       | 0–3    | Coreia do Sul | 15–25 | 17–25 | 21–25 |       |       | 53–75 | Relatório |
| 28 mai | 19:30 | China         | 3–0    | Tailândia     | 25–21 | 25–17 | 25–9  |       |       | 75–47 | Relatório |
| 29 mai | 16:30 | Coreia do Sul | 1–3    | Tailândia     | 21–25 | 25–19 | 19–25 | 20–25 |       | 85–94 | Relatório |
| 29 mai | 19:30 | China         | 3–0    | Bélgica       | 25–16 | 25–20 | 25–14 |       |       | 75–50 | Relatório |
| 30 mai | 16:30 | Bélgica       | 3–0    | Tailândia     | 25–21 | 25–22 | 25–23 |       |       | 75–66 | Relatório |
| 30 mai | 19:30 | China         | 3–0    | Coreia do Sul | 25–21 | 25–12 | 25–11 |       |       | 75–44 | Relatório |

#### Grupo 8
- Local:  Omnisport Apeldoorn, Apeldoorn, Países Baixos

| Data   | Hora  |               | Placar |               | Set 1 | Set 2 | Set 3 | Set 4 | Set 5 | Total   | Relatório |
| ------ | ----- | ------------- | ------ | ------------- | ----- | ----- | ----- | ----- | ----- | ------- | --------- |
| 28 mai | 16:30 | Bulgária      | 1–3    | Polônia       | 25–23 | 21–25 | 21–25 | 17–25 |       | 84–98   | Relatório |
| 28 mai | 19:30 | Países Baixos | 2–3    | Brasil        | 25–21 | 28–30 | 20–25 | 25–18 | 11–15 | 109–109 | Relatório |
| 29 mai | 16:30 | Polônia       | 3–2    | Brasil        | 25–20 | 25–22 | 26–28 | 18–25 | 15–9  | 109–104 | Relatório |
| 29 mai | 20:10 | Países Baixos | 3–1    | Bulgária      | 22–25 | 25–22 | 25–20 | 25–19 |       | 97–86   | Relatório |
| 30 mai | 16:30 | Polônia       | 3–1    | Países Baixos | 25–13 | 25–27 | 25–20 | 25–15 |       | 100–75  | Relatório |
| 30 mai | 19:30 | Brasil        | 3–0    | Bulgária      | 25–18 | 25–23 | 25–18 |       |       | 75–59   | Relatório |

### Semana 3

#### Grupo 9
- Local:  Coliseu de Hong Kong, Hong Kong, China

| Data  | Hora  |               | Placar |               | Set 1 | Set 2 | Set 3 | Set 4 | Set 5 | Total   | Relatório |
| ----- | ----- | ------------- | ------ | ------------- | ----- | ----- | ----- | ----- | ----- | ------- | --------- |
| 4 jun | 17:30 | Países Baixos | 1–3    | Itália        | 13–25 | 25–22 | 19–25 | 16–25 |       | 73–97   | Relatório |
| 4 jun | 20:30 | China         | 3–0    | Japão         | 27–25 | 25–18 | 25–21 |       |       | 77–64   | Relatório |
| 5 jun | 17:30 | Itália        | 3–0    | Japão         | 25–21 | 25–16 | 25–22 |       |       | 75–59   | Relatório |
| 5 jun | 20:30 | Países Baixos | 0–3    | China         | 16–25 | 19–25 | 19–25 |       |       | 54–75   | Relatório |
| 6 jun | 17:30 | Japão         | 3–0    | Países Baixos | 25–17 | 25–17 | 25–21 |       |       | 75–55   | Relatório |
| 6 jun | 20:30 | China         | 3–2    | Itália        | 18–25 | 22–25 | 25–23 | 26–24 | 15–13 | 106–110 | Relatório |

#### Grupo 10
- Local:  Pinnacle Bank Arena, Lincoln, Estados Unidos

| Data  | Hora  |                | Placar |               | Set 1 | Set 2 | Set 3 | Set 4 | Set 5 | Total   | Relatório |
| ----- | ----- | -------------- | ------ | ------------- | ----- | ----- | ----- | ----- | ----- | ------- | --------- |
| 4 jun | 16:30 | Brasil         | 2–3    | Alemanha      | 25–21 | 29–31 | 25–21 | 20–25 | 13–15 | 112–113 | Relatório |
| 4 jun | 20:08 | Estados Unidos | 3–1    | Coreia do Sul | 19–25 | 25–15 | 25–22 | 25–18 |       | 94–80   | Relatório |
| 5 jun | 16:30 | Coreia do Sul  | 0–3    | Brasil        | 17–25 | 16–25 | 11–25 |       |       | 44–75   | Relatório |
| 5 jun | 19:30 | Estados Unidos | 3–0    | Alemanha      | 25–18 | 25–22 | 25–18 |       |       | 75–58   | Relatório |
| 6 jun | 16:30 | Alemanha       | 3–0    | Coreia do Sul | 25–15 | 25–22 | 25–16 |       |       | 75–53   | Relatório |
| 6 jun | 19:30 | Estados Unidos | 1–3    | Brasil        | 19–25 | 17–25 | 25–22 | 20–25 |       | 81–97   | Relatório |

#### Grupo 11
- Local:  Estádio Indoor Huamark, Bancoque, Tailândia

| Data  | Hora  |                      | Placar |                      | Set 1 | Set 2 | Set 3 | Set 4 | Set 5 | Total   | Relatório |
| ----- | ----- | -------------------- | ------ | -------------------- | ----- | ----- | ----- | ----- | ----- | ------- | --------- |
| 4 jun | 15:05 | República Dominicana | 1–3    | Turquia              | 20–25 | 21–25 | 26–24 | 18–25 |       | 85–99   | Relatório |
| 4 jun | 18:05 | Tailândia            | 3–1    | Bulgária             | 25–27 | 25–20 | 25–22 | 25–22 |       | 100–91  | Relatório |
| 5 jun | 15:05 | Bulgária             | 0–3    | Turquia              | 14–25 | 9–25  | 23–25 |       |       | 46–75   | Relatório |
| 5 jun | 18:05 | Tailândia            | 2–3    | República Dominicana | 29–31 | 25–13 | 28–30 | 25–20 | 14–16 | 121–110 | Relatório |
| 6 jun | 15:05 | Bulgária             | 1–3    | República Dominicana | 20–25 | 21–25 | 31–29 | 20–25 |       | 92–104  | Relatório |
| 6 jun | 18:30 | Tailândia            | 0–3    | Turquia              | 16–25 | 18–25 | 13–25 |       |       | 47–75   | Relatório |

#### Grupo 12
- Local:  Lange Munte, Kortrijk, Bélgica

| Data  | Hora  |         | Placar |         | Set 1 | Set 2 | Set 3 | Set 4 | Set 5 | Total   | Relatório |
| ----- | ----- | ------- | ------ | ------- | ----- | ----- | ----- | ----- | ----- | ------- | --------- |
| 4 jun | 17:15 | Sérvia  | 3–0    | Polônia | 27–25 | 25–21 | 25–22 |       |       | 77–68   | Relatório |
| 4 jun | 20:15 | Bélgica | 3–0    | Rússia  | 25–22 | 25–20 | 25–22 |       |       | 75–64   | Relatório |
| 5 jun | 17:15 | Rússia  | 1–3    | Sérvia  | 25–22 | 18–25 | 11–25 | 22–25 |       | 76–97   | Relatório |
| 5 jun | 20:15 | Bélgica | 1–3    | Polônia | 22–25 | 25–21 | 18–25 | 23–25 |       | 88–96   | Relatório |
| 6 jun | 17:15 | Polônia | 3–2    | Rússia  | 25–23 | 24–26 | 25–27 | 25–20 | 15–9  | 114–105 | Relatório |
| 6 jun | 20:45 | Bélgica | 3–0    | Sérvia  | 25–21 | 25–21 | 25–14 |       |       | 75–56   | Relatório |

### Semana 4

#### Grupo 13
- Local:  PalaEvangelisti, Perúgia, Itália

| Data   | Hora  |               | Placar |               | Set 1 | Set 2 | Set 3 | Set 4 | Set 5 | Total | Relatório |
| ------ | ----- | ------------- | ------ | ------------- | ----- | ----- | ----- | ----- | ----- | ----- | --------- |
| 11 jun | 17:00 | Rússia        | 3–1    | Coreia do Sul | 25–23 | 15–25 | 25–20 | 25–17 |       | 90–85 | Relatório |
| 11 jun | 20:00 | Itália        | 3–0    | Bulgária      | 25–19 | 25–23 | 25–20 |       |       | 75–62 | Relatório |
| 12 jun | 17:00 | Bulgária      | 0–3    | Rússia        | 20–25 | 23–25 | 16–25 |       |       | 59–75 | Relatório |
| 12 jun | 20:00 | Itália        | 3–1    | Coreia do Sul | 25–17 | 25–21 | 23–25 | 25–13 |       | 98–76 | Relatório |
| 13 jun | 17:00 | Coreia do Sul | 1–3    | Bulgária      | 25–20 | 23–25 | 19–25 | 24–26 |       | 91–96 | Relatório |
| 13 jun | 20:00 | Itália        | 3–1    | Rússia        | 22–25 | 25–21 | 25–15 | 25–21 |       | 97–82 | Relatório |

#### Grupo 14
- Local:  Porsche-Arena, Stuttgart, Alemanha

| Data   | Hora  |                      | Placar |                      | Set 1 | Set 2 | Set 3 | Set 4 | Set 5 | Total   | Relatório |
| ------ | ----- | -------------------- | ------ | -------------------- | ----- | ----- | ----- | ----- | ----- | ------- | --------- |
| 11 jun | 17:30 | Bélgica              | 3–2    | Países Baixos        | 22–25 | 23–25 | 25–17 | 25–19 | 15–10 | 110–96  | Relatório |
| 11 jun | 20:45 | Alemanha             | 3–1    | República Dominicana | 25–19 | 14–25 | 25–19 | 25–21 |       | 89–84   | Relatório |
| 12 jun | 17:30 | República Dominicana | 0–3    | Países Baixos        | 18–25 | 21–25 | 19–25 |       |       | 58–75   | Relatório |
| 12 jun | 20:30 | Alemanha             | 3–1    | Bélgica              | 25–21 | 25–23 | 24–26 | 25–16 |       | 99–86   | Relatório |
| 13 jun | 17:30 | Bélgica              | 2–3    | República Dominicana | 25–21 | 22–25 | 25–21 | 14–25 | 11–15 | 97–107  | Relatório |
| 13 jun | 20:55 | Alemanha             | 2–3    | Países Baixos        | 25–21 | 23–25 | 25–20 | 13–25 | 14–16 | 100–107 | Relatório |

#### Grupo 15
- Local:  Arena da Floresta Musashino, Tóquio, Japão

| Data   | Hora  |        | Placar |           | Set 1 | Set 2 | Set 3 | Set 4 | Set 5 | Total | Relatório |
| ------ | ----- | ------ | ------ | --------- | ----- | ----- | ----- | ----- | ----- | ----- | --------- |
| 11 jun | 15:40 | Sérvia | 0–3    | Tailândia | 22–25 | 23–25 | 21–25 |       |       | 66–75 | Relatório |
| 11 jun | 19:10 | Japão  | 1–3    | Brasil    | 17–25 | 19–25 | 25–20 | 22–25 |       | 83–95 | Relatório |
| 12 jun | 15:40 | Brasil | 3–0    | Tailândia | 25–19 | 25–17 | 25–21 |       |       | 75–57 | Relatório |
| 12 jun | 19:10 | Japão  | 3–1    | Sérvia    | 19–25 | 25–14 | 25–23 | 25–14 |       | 94–76 | Relatório |
| 13 jun | 15:40 | Brasil | 3–0    | Sérvia    | 25–23 | 25–21 | 25–15 |       |       | 75–59 | Relatório |
| 13 jun | 19:10 | Japão  | 3–0    | Tailândia | 25–22 | 25–22 | 25–14 |       |       | 75–58 | Relatório |

#### Grupo 16
- Local:  Jiangmen Sports Hall, Jiangmen, China

| Data   | Hora  |                | Placar |                | Set 1 | Set 2 | Set 3 | Set 4 | Set 5 | Total  | Relatório |
| ------ | ----- | -------------- | ------ | -------------- | ----- | ----- | ----- | ----- | ----- | ------ | --------- |
| 11 jun | 16:00 | Estados Unidos | 0–3    | Turquia        | 15–25 | 17–25 | 25–27 |       |       | 57–77  | Relatório |
| 11 jun | 20:00 | China          | 3–0    | Polônia        | 25–12 | 25–18 | 25–22 |       |       | 75–52  | Relatório |
| 12 jun | 16:00 | Polônia        | 1–3    | Estados Unidos | 25–21 | 23–25 | 15–25 | 11–25 |       | 74–96  | Relatório |
| 12 jun | 20:00 | China          | 3–0    | Turquia        | 26–24 | 25–19 | 25–21 |       |       | 76–64  | Relatório |
| 13 jun | 16:00 | Turquia        | 3–2    | Polônia        | 22–25 | 18–25 | 25–16 | 25–20 | 15–12 | 105–98 | Relatório |
| 13 jun | 20:00 | China          | 0–3    | Estados Unidos | 17–25 | 22–25 | 21–25 |       |       | 60–75  | Relatório |

### Semana 5

#### Grupo 17
- Local:  Başkent Volleyball Hall, Ancara, Turquia

| Data   | Hora  |         | Placar |         | Set 1 | Set 2 | Set 3 | Set 4 | Set 5 | Total   | Relatório |
| ------ | ----- | ------- | ------ | ------- | ----- | ----- | ----- | ----- | ----- | ------- | --------- |
| 18 jun | 16:00 | Brasil  | 3–0    | Itália  | 25–21 | 25–20 | 25–23 |       |       | 75–64   | Relatório |
| 18 jun | 19:00 | Turquia | 1–3    | Bélgica | 27–25 | 24–26 | 21–25 | 23–25 |       | 95–101  | Relatório |
| 19 jun | 16:00 | Bélgica | 0–3    | Brasil  | 23–25 | 15–25 | 18–25 |       |       | 56–75   | Relatório |
| 19 jun | 19:00 | Itália  | 3–2    | Turquia | 25–19 | 17–25 | 23–25 | 25–15 | 16–14 | 106–98  | Relatório |
| 20 jun | 16:00 | Bélgica | 3–2    | Itália  | 12–25 | 25–20 | 16–25 | 25–14 | 15–10 | 93–94   | Relatório |
| 20 jun | 19:00 | Turquia | 3–2    | Brasil  | 25–23 | 24–26 | 25–20 | 23–25 | 16–14 | 113–108 | Relatório |

#### Grupo 18
- Local:  Ginásio Beilun, Ningbo, China

| Data   | Hora  |          | Placar |          | Set 1 | Set 2 | Set 3 | Set 4 | Set 5 | Total | Relatório |
| ------ | ----- | -------- | ------ | -------- | ----- | ----- | ----- | ----- | ----- | ----- | --------- |
| 18 jun | 16:00 | Bulgária | 3–1    | Sérvia   | 21–25 | 25–21 | 25–17 | 25–23 |       | 96–86 | Relatório |
| 18 jun | 19:30 | China    | 3–0    | Alemanha | 25–19 | 25–16 | 25–15 |       |       | 75–50 | Relatório |
| 19 jun | 16:00 | Sérvia   | 1–3    | Alemanha | 14–25 | 20–25 | 25–23 | 17–25 |       | 76–98 | Relatório |
| 19 jun | 19:30 | China    | 3–0    | Bulgária | 25–18 | 25–19 | 25–16 |       |       | 75–53 | Relatório |
| 20 jun | 16:00 | Alemanha | 3–0    | Bulgária | 25–21 | 25–20 | 25–13 |       |       | 75–54 | Relatório |
| 20 jun | 19:30 | China    | 3–0    | Sérvia   | 25–16 | 25–17 | 25–17 |       |       | 75–50 | Relatório |

#### Grupo 19
- Local:  Team Sports Palace, Ecaterimburgo, Rússia

| Data   | Hora  |               | Placar |                | Set 1 | Set 2 | Set 3 | Set 4 | Set 5 | Total   | Relatório |
| ------ | ----- | ------------- | ------ | -------------- | ----- | ----- | ----- | ----- | ----- | ------- | --------- |
| 18 jun | 16:00 | Países Baixos | 3–0    | Tailândia      | 25–18 | 25–20 | 25–16 |       |       | 75–54   | Relatório |
| 18 jun | 19:00 | Rússia        | 0–3    | Estados Unidos | 23–25 | 17–25 | 18–25 |       |       | 58–75   | Relatório |
| 19 jun | 16:00 | Países Baixos | 2–3    | Estados Unidos | 21–25 | 25–23 | 25–22 | 26–28 | 9–15  | 106–113 | Relatório |
| 19 jun | 19:00 | Rússia        | 1–3    | Tailândia      | 25–19 | 13–25 | 17–25 | 22–25 |       | 77–94   | Relatório |
| 20 jun | 16:00 | Tailândia     | 0–3    | Estados Unidos | 13–25 | 20–25 | 17–25 |       |       | 50–75   | Relatório |
| 20 jun | 19:00 | Rússia        | 0–3    | Países Baixos  | 12–25 | 25–27 | 17–25 |       |       | 54–77   | Relatório |

#### Grupo 20
- Local:  Ginásio Boryeong, Boryeong, Coreia do Sul

| Data   | Hora  |               | Placar |                      | Set 1 | Set 2 | Set 3 | Set 4 | Set 5 | Total   | Relatório |
| ------ | ----- | ------------- | ------ | -------------------- | ----- | ----- | ----- | ----- | ----- | ------- | --------- |
| 18 jun | 13:30 | Japão         | 1–3    | Polônia              | 23–25 | 23–25 | 25–19 | 22–25 |       | 93–94   | Relatório |
| 18 jun | 17:00 | Coreia do Sul | 1–3    | República Dominicana | 19–25 | 25–20 | 24–26 | 28–30 |       | 96–101  | Relatório |
| 19 jun | 13:30 | Polônia       | 3–2    | República Dominicana | 25–18 | 25–20 | 23–25 | 22–25 | 17–15 | 112–103 | Relatório |
| 19 jun | 17:00 | Coreia do Sul | 3–0    | Japão                | 25–18 | 25–18 | 25–23 |       |       | 75–59   | Relatório |
| 20 jun | 13:30 | Japão         | 2–3    | República Dominicana | 17–25 | 23–25 | 26–24 | 28–26 | 10–15 | 104–115 | Relatório |
| 20 jun | 17:00 | Coreia do Sul | 3–1    | Polônia              | 25–8  | 22–25 | 25–20 | 25–16 |       | 97–69   | Relatório |

## Fase final
- Local:  Ginásio do Centro de Desportos Olímpicos de Nanquim, Nanquim, China
- As partidas seguem o horário local (UTC+8).

|  | Equipes classificadas para as semifinais |

### Grupo A
|     |         |     | Jogos | Jogos | Jogos | Resultados | Resultados | Resultados | Resultados | Resultados | Resultados | Sets | Sets | Sets  | Pontos | Pontos | Pontos |
| Pos | Equipe  | Pts | T     | V     | D     | 3–0        | 3–1        | 3–2        | 2–3        | 1–3        | 0–3        | V    | P    | R     | V      | P      | R      |
| --- | ------- | --- | ----- | ----- | ----- | ---------- | ---------- | ---------- | ---------- | ---------- | ---------- | ---- | ---- | ----- | ------ | ------ | ------ |
| 1   | Turquia | 6   | 2     | 2     | 0     | 1          | 1          | 0          | 0          | 0          | 0          | 6    | 1    | 6,000 | 172    | 145    | 1.186  |
| 2   | China   | 3   | 2     | 1     | 1     | 0          | 1          | 0          | 0          | 1          | 0          | 4    | 4    | 1,000 | 185    | 183    | 1.011  |
| 3   | Itália  | 0   | 2     | 0     | 2     | 0          | 0          | 0          | 0          | 1          | 1          | 1    | 6    | 0.167 | 143    | 172    | 0.831  |

| Data  | Hora  |        | Placar |         | Set 1 | Set 2 | Set 3 | Set 4 | Set 5 | Total | Relatório |
| ----- | ----- | ------ | ------ | ------- | ----- | ----- | ----- | ----- | ----- | ----- | --------- |
| 3 jul | 19:30 | China  | 1–3    | Turquia | 22–25 | 19–25 | 25–22 | 22–25 |       | 88–97 | Relatório |
| 4 jul | 19:30 | Itália | 0–3    | Turquia | 21–25 | 15–25 | 21–25 |       |       | 57–75 | Relatório |
| 5 jul | 19:30 | China  | 3–1    | Itália  | 25–17 | 25–22 | 22–25 | 25–22 |       | 97–86 | Relatório |

### Grupo B
|     |                |     | Jogos | Jogos | Jogos | Resultados | Resultados | Resultados | Resultados | Resultados | Resultados | Sets | Sets | Sets  | Pontos | Pontos | Pontos |
| Pos | Equipe         | Pts | T     | V     | D     | 3–0        | 3–1        | 3–2        | 2–3        | 1–3        | 0–3        | V    | P    | R     | V      | P      | R      |
| --- | -------------- | --- | ----- | ----- | ----- | ---------- | ---------- | ---------- | ---------- | ---------- | ---------- | ---- | ---- | ----- | ------ | ------ | ------ |
| 1   | Estados Unidos | 6   | 2     | 2     | 0     | 0          | 2          | 0          | 0          | 0          | 0          | 6    | 2    | 3,000 | 192    | 163    | 1.178  |
| 2   | Brasil         | 2   | 2     | 1     | 1     | 0          | 0          | 1          | 0          | 1          | 0          | 4    | 5    | 0.800 | 192    | 195    | 0.985  |
| 3   | Polônia        | 1   | 2     | 0     | 2     | 0          | 0          | 0          | 1          | 1          | 0          | 3    | 6    | 0.500 | 180    | 206    | 0.874  |

| Data  | Hora  |                | Placar |         | Set 1 | Set 2 | Set 3 | Set 4 | Set 5 | Total   | Relatório |
| ----- | ----- | -------------- | ------ | ------- | ----- | ----- | ----- | ----- | ----- | ------- | --------- |
| 3 jul | 15:00 | Estados Unidos | 3–1    | Polônia | 21–25 | 25–16 | 25–15 | 26–24 |       | 97–80   | Relatório |
| 4 jul | 15:00 | Brasil         | 3–2    | Polônia | 22–25 | 25–21 | 22–25 | 25–19 | 15–10 | 109–100 | Relatório |
| 5 jul | 15:00 | Estados Unidos | 3–1    | Brasil  | 25–18 | 25–19 | 20–25 | 25–21 |       | 95–83   | Relatório |

### Final four
|  | Semifinais     | Semifinais     |                |   | Final | Final |
|  |                |                |                |   |       |       |
|  | 6 de julho     |                |                |   |       |       |
|  |                |                |                |   |       |       |
|  | Turquia        | 0              |                |   |       |       |
|  | Turquia        | 0              | 7 de julho     |   |       |       |
|  | Brasil         | 3              |                |   |       |       |
|  | Brasil         | 3              | Brasil         | 2 |       |       |
|  | 6 de julho     |                | Brasil         | 2 |       |       |
|  |                | Estados Unidos | 3              |   |       |       |
|  | Estados Unidos | Estados Unidos | 3              | 3 |       |       |
|  | Estados Unidos |                |                | 3 |       |       |
|  | China          | 1              |                |   |       |       |
|  | China          | 1              | Terceiro lugar |   |       |       |
|  |                |                |                |   |       |       |
|  | 7 de julho     |                |                |   |       |       |
|  |                |                |                |   |       |       |
|  | Turquia        | 1              |                |   |       |       |
|  | Turquia        | 1              |                |   |       |       |
|  | China          | 3              |                |   |       |       |

Semifinais
| Data  | Hora  |                | Placar |        | Set 1 | Set 2 | Set 3 | Set 4 | Set 5 | Total | Relatório |
| ----- | ----- | -------------- | ------ | ------ | ----- | ----- | ----- | ----- | ----- | ----- | --------- |
| 6 jul | 15:00 | Turquia        | 0–3    | Brasil | 23–25 | 15–25 | 10–25 |       |       | 48–75 | Relatório |
| 6 jul | 19:30 | Estados Unidos | 3–1    | China  | 25–11 | 15–25 | 25–17 | 25–20 |       | 90–73 | Relatório |

Terceiro lugar
| Data  | Hora  |         | Placar |       | Set 1 | Set 2 | Set 3 | Set 4 | Set 5 | Total | Relatório |
| ----- | ----- | ------- | ------ | ----- | ----- | ----- | ----- | ----- | ----- | ----- | --------- |
| 7 jul | 15:00 | Turquia | 1–3    | China | 23–25 | 15–25 | 25–20 | 21–25 |       | 84–95 | Relatório |

Final
| Data  | Hora  |        | Placar |                | Set 1 | Set 2 | Set 3 | Set 4 | Set 5 | Total  | Relatório |
| ----- | ----- | ------ | ------ | -------------- | ----- | ----- | ----- | ----- | ----- | ------ | --------- |
| 7 jul | 19:30 | Brasil | 2–3    | Estados Unidos | 25–20 | 25–22 | 15–25 | 21–25 | 13–15 | 99–107 | Relatório |

## Classificação final
| Campeão | Vice-campeão | Terceiro lugar |
| Estados Unidos Jordyn Poulter · TeTori Dixon · Lauren Carlini · Jordan Larson · Andrea Drews · Jordan Thompson · Michelle Bartsch-Hackley · Megan Courtney · Mikaela Foecke · Dana Rettke · Haleigh Washington · Kelsey Robinson · Chiaka Ogbogu · Mary Lake | Brasil Mara Leão · Macris Carneiro · Paula Borgo · Roberta Ratzke · Gabriela Guimarães · Tainara Santos · Natália Pereira · Amanda Francisco · Ana Carolina da Silva · Léia Silva · Ana Beatriz Correa · Lorenne Teixeira · Natália Araújo · Mayany de Souza | China Diao Linyu · Yang Hanyu · Hu Mingyuan · Gong Xiangyu · Wang Yuanyuan · Liu Xiaotong · Yao Di · Zheng Yixin · Lin Li · Liu Yanhan · Duan Fang · Ni Feifan · Du Qingqing · Jin Ye |

| 4  | Turquia              |
| 5  | Itália               |
| 5  | Polônia              |
| 7  | Bélgica              |
| 8  | República Dominicana |
| 9  | Japão                |
| 10 | Alemanha             |
| 11 | Países Baixos        |
| 12 | Tailândia            |
| 13 | Sérvia               |
| 14 | Rússia               |
| 15 | Coreia do Sul        |
| 16 | Bulgária             |

## Prêmios individuais
A seleção do campeonato foi composta pelas seguintes jogadoras:
- MVP (Most Valuable Player):  Andrea Drews